# القبطان (فلم)
القبطان فيلم دراما مصري من إنتاج سنة 1997. الفيلم من إخراج وتأليف سيد سعيد، وإنتاج حازم شعيب، ومن بطولة محمود عبد العزيز، وأحمد توفيق، ووفاء صادق، ولطفي لبيب، ومصطفي شعبان. يعتبر الفيلم العمل الأول والأخير للمخرج سيد سعيد، وهو أول عمل سينمائي يقوم بإخراجه.

## قصة الفيلم
تدور أحداث الفيلم في عام 1948، في مدينة بورسعيد، بعد هزيمة العرب في حرب فلسطين، وحيث تفشى وباء الكوليرا وحيث يلتهب الصراع بين الاستعمار الإنجليزى والمقاومة المصرية.
منصور الدهشورى شاب بورسعيدى غريب الأطوار يطلق عليه اسم القبطان لتجواله الدائم. وهو يتمتع بقدرات خاصة لغزو قلوب النساء وللعلاج السحرى، دون أن تكون له مهنة محددة كما يستمع للراديو ليردد ما فيه من أخبار ليصبح مذياع المدينة، وباعتباره شخصية غامضة مبهمة لا يحدد هل هو حقيقة أم خيال؟ عاش ام مات؟ مصرى أم يونانى؟. ويترك لكل مشاهد حرية الإجابة عن تلك الأسئلة. تقع هيلينا الزوجة اليونانية الهاربة من زوجها في حب القبطان دون أن يستمر هذا الحب، ثم يحب القبطان وجيدة في صمت ولكنها تتزوج من إسماعيل حكمدار المدينة، كما أن له علاقات أخرى بماريا صاحبة الحانة ولواحظ العاهرة. تبدو العلاقة متوترة بين القبطان وإسماعيل حكمدار المدينة، كلاهما يكره الآخر ويتربص به، ويسعى الحكمدار للقبض على القبطان بأكثر من تهمة، لكنه يفلت منها في كل مرة حتى يرحل الحكمدار المهيب منقولًا مهزومًا لفشله في القبض على القبطان.

## طاقم التمثيل
- محمود عبد العزيز بدور القبطان
- أحمد توفيق بدور الحكمدار إسماعيل
- وفاء صادق بدور وجيدة
- لطفي لبيب بدور والد وجيدة
- مصطفي شعبان بدور سامي
- مني حسين بدور لواحظ
- عيد أبو السعود بدور المحمدي
- فؤاد فرغلي بدور مانولاكي
- سعيد الصالح بدور الملاواني
- حسن مصطفى مظهر
- جولى اليوبول
- فاروق عبد الخالق
- ليلى جمال
- ليلى صابونجي
- سهير توفيق
- مديحة أنور
- هدى رستم
- يحيى زكريا
- يوسف العسال

## وصلات خارجية
- مقالات تستعمل روابط فنية بلا صلة مع ويكي بيانات